# Nhạc sĩ

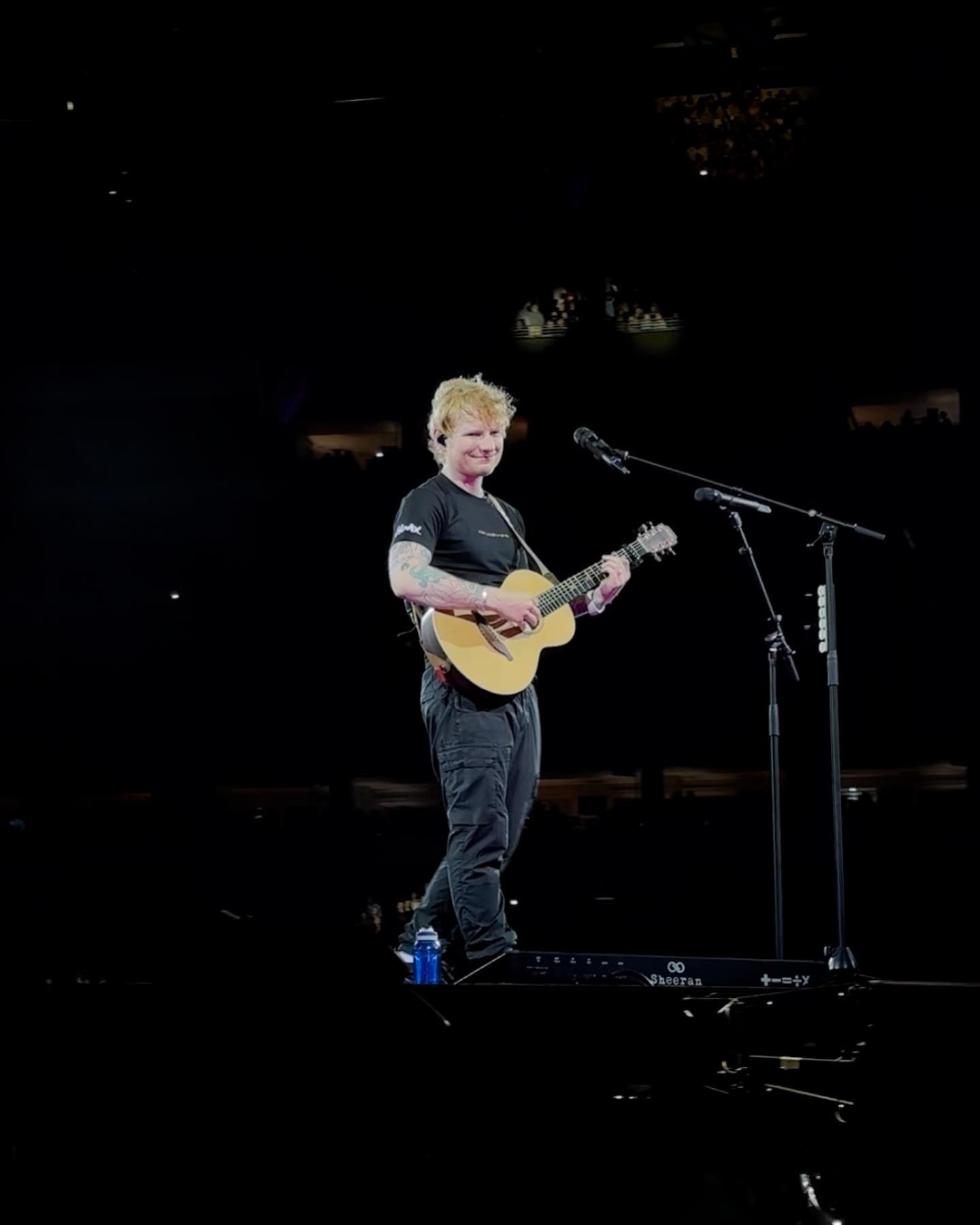
Ca sĩ kiêm nhạc sĩ sáng tác bài hát người Anh Ed Sheeran vào năm 2023

Nhạc sĩ (tiếng Anh: Musician) là người sáng tác, chỉ huy hoặc biểu diễn âm nhạc. Nhạc sĩ bao gồm nhạc sĩ sáng tác bài hát (người sáng tác cả nhạc và lời cho bài hát), nhạc trưởng (người điều khiển một tiết mục âm nhạc) và nghệ sĩ biểu diễn (performer, tức những người biểu diễn trước khán giả). Nghệ sĩ biểu diễn âm nhạc thường là ca sĩ (hay còn gọi là ca sĩ chính, tức người hát) hoặc là nhạc công (người chơi nhạc cụ). Nhạc sĩ có thể biểu diễn một mình hoặc theo nhóm, ban nhạc hoặc dàn nhạc. Nhạc sĩ có thể chuyên về một thể loại nhạc, song nhiều nhạc sĩ chơi nhiều phong cách khác nhau và pha trộn hoặc kết hợp nhiều thể loại. Sản phẩm âm nhạc của nhạc sĩ phụ thuộc vào nhiều yếu tố kỹ thuật và các yếu tố nền tảng khác, gồm văn hóa, kỹ năng, kinh nghiệm sống, giáo dục và sở thích sáng tạo của họ.  

## Nguyên ngữ
Theo Dịch vụ Việc làm Hoa Kỳ, "nhạc sĩ" là thuật ngữ chung được dùng để chỉ một người chọn theo đuổi nghề âm nhạc. Nhạc sĩ thu âm và phát hành tác phẩm âm nhạc thường được gọi là nghệ sĩ thu âm (recording artist), còn nhạc sĩ chủ yếu sáng tác và thu âm nhạc nghệ thuật (art music), soundtrack và nhạc của các sản phẩm truyền thông (như phim ảnh, tác phẩm sân khấu và trò chơi video, hoặc nhạc cổ điển), thường được gọi là nhà soạn nhạc.
Theo Phó Giáo sư-Tiến sĩ, nhạc sĩ Đỗ Hồng Quân - chủ tịch Hội Nhạc sĩ Việt Nam (cơ quan chuyên quản lý các nhạc sĩ ở Việt Nam), ngành nhạc sĩ được chia làm bốn lĩnh vực: sáng tác, lý luận, biểu diễn và đào tạo. Đa số nhạc sĩ Việt Nam là nhạc sĩ sáng tác và biểu diễn, còn nhạc sĩ lý luận và đào tạo ít hơn. Theo nghị định 21/2015/NĐ-CP của Chính phủ Việt Nam, nhạc sĩ được chia làm ba lĩnh vực là sáng tác, phối khí và biên tập.

## Phân loại

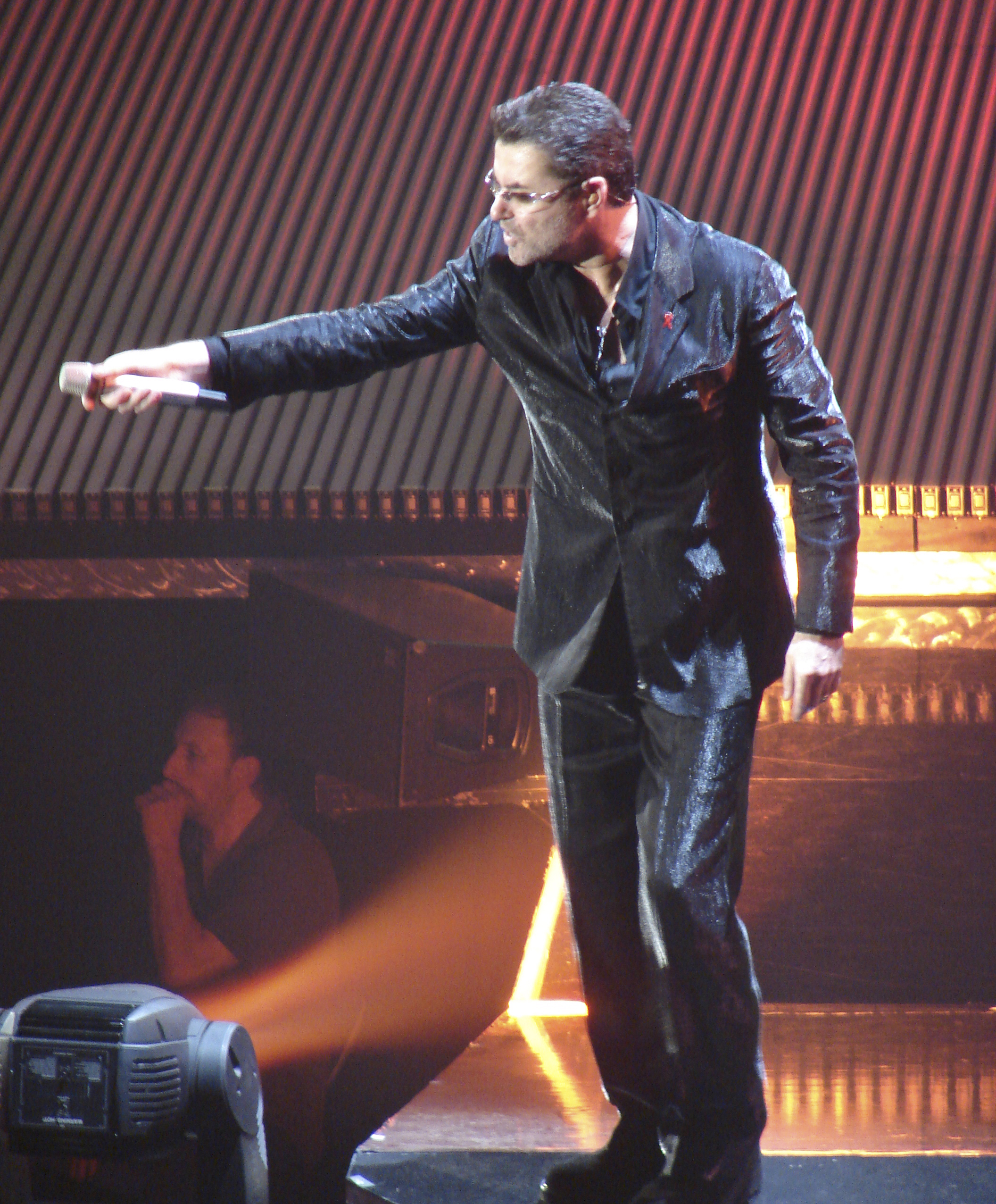
Ca sĩ, nhạc sĩ sáng tác bài hát George Michael tại Antwerp

### Nhà soạn nhạc
Nhà soạn nhạc là nhạc sĩ sáng tác tác phẩm âm nhạc. Thuật ngữ này chủ yếu được dùng cho những người sáng tác nhạc cổ điển hoặc nhạc nền phim. Những người sáng tác bài hát đại chúng có thể được gọi là nhạc sĩ sáng tác bài hát. Còn những người chủ yếu viết lời cho bài hát có thể được gọi là nhạc sĩ viết lời bài hát.

### Nhạc trưởng
Nhạc trưởng là người điều khiển tiết mục âm nhạc. Hành động chỉ huy của nhạc trưởng được định nghĩa là "nghệ thuật chỉ đạo buổi biểu diễn của nhiều nhạc công hoặc ca sĩ cùng lúc bằng sử dụng động tác". Nhạc trưởng đứng trên bục cao và giao tiếp với các nhạc công thông qua động tác bằng tay hoặc giao tiếp bằng mắt.

### Nghệ sĩ biểu diễn
Những ví dụ về nghệ sĩ biểu diễn âm nhạc gồm các nhạc công và ca sĩ chuyên biểu diễn trước khán giả. Một nhạc sĩ có biểu diễn khi là nghệ sĩ solo hoặc thành viên của một nhóm nhạc (ví dụ như dàn nhạc giao hưởng, hợp xướng hoặc nhóm nhạc pop).

### Nhà sản xuất
Nhà sản xuất âm nhạc đóng vai trò quan trọng trong việc định hình âm thanh của album hoặc bài hát. Họ là người giám sát quá trình thu âm và định hướng sáng tạo chung. Họ thường hợp tác mật thiết với các nghệ sĩ, nhạc sĩ, kỹ sư âm thanh và những chuyên gia khác trong ngành. Một nhà sản xuất nhạc không nhất thiết phải là một nhạc sĩ thực thụ, song bản thân họ vẫn có thể là nhạc sĩ.